# Edwardsburg
Edwardsburg es una villa ubicada en el condado de Cass en el estado estadounidense de Míchigan. En el Censo de 2010 tenía una población de 1259 habitantes y una densidad poblacional de 477,98 personas por km².

## Geografía
Edwardsburg se encuentra ubicada en las coordenadas 41°47′43″N 86°5′1″O / 41.79528, -86.08361. Según la Oficina del Censo de los Estados Unidos, Edwardsburg tiene una superficie total de 2.63 km², de la cual 2.37 km² corresponden a tierra firme y (10.13%) 0.27 km² es agua.

## Demografía
Según el censo de 2010, había 1259 personas residiendo en Edwardsburg. La densidad de población era de 477,98 hab./km². De los 1259 habitantes, Edwardsburg estaba compuesto por el 93.65% blancos, el 1.51% eran afroamericanos, el 0.79% eran amerindios, el 0.16% eran asiáticos, el 0.32% eran isleños del Pacífico, el 1.03% eran de otras razas y el 2.54% pertenecían a dos o más razas. Del total de la población el 3.18% eran hispanos o latinos de cualquier raza.